# Desiderio Macías Silva
Desiderio Macías Silva (31 de marzo de 1922 - febrero de 1995) fue un médico y poeta mexicano.

## Biografía
Desiderio Macías Silva nació en Asientos, Aguascalientes, en el centro de México, el 31 de marzo de 1922; falleció el 10 de febrero de 1995. Luego de una infancia rural en aquellos parajes semidesérticos, fue a estudiar en el Seminario Conciliar de Aguascalientes. Se trasladó a la Ciudad de México, donde estudió Medicina en la Universidad Nacional Autónoma de México, en la que participó dentro de la Asociación Cultural Netzahualcóyotl. Allí mismo publicó poesía en la revista Espiral, entre otras.
En Aguascalientes participó con el grupo Paralelo y llegó a recibir el primer lugar de los Juegos Florales, premio que recibió nuevamente en 1972, cuando éste ya se había convertido en el Premio Nacional de Poesía Aguascalientes, por el libro Ascuario.
Aparte de su práctica como cirujano y poeta, su actividad intelectual lo llevó al estudio de las lenguas antiguas, en las que llegó a profundizar en el latín, griego, hebreo y arameo, hasta escribir un libro acerca de la relación del español con sus fuentes arcaicas. Sobre estos temas impartió cátedra en la Universidad Autónoma de Aguascalientes, institución a la que dotó del apotegma "Se lumen proferre" (Proyectarse en luz) y de la que fue Presidente de la Junta de Gobierno; también en esa casa de estudios dirigió la revista Voz universitaria.
Como homenaje al ilustre poeta y humanista, la Universidad Autónoma de Aguascalientes nombró a la Biblioteca Central de esta institución "Biblioteca Dr. Desiderio Macías Silva". También desde 2009 se instauró el "Premio Internacional de Poesía Desiderio Macías Silva", auspiciado por la Universidad Autónoma de Aguascalientes y la editorial Azafrán y Cinabrio.